# Викенбург (Аризона)
Викенбург (енгл. Wickenburg) град је у америчкој савезној држави Аризона. По попису становништва из 2010. у њему је живело 6.363 становника.

## Демографија
Према попису становништва из 2010. у граду је живело 6.363 становника, што је 1.281 (25,2%) становника више него 2000. године.
| Група             | 2000.         | 2010.         |
| Белци             | 4.360 (85,8%) | 5.324 (83,7%) |
| Афроамериканци    | 14 (0,3%)     | 15 (0,2%)     |
| Азијати           | 19 (0,4%)     | 35 (0,6%)     |
| Хиспаноамериканци | 560 (11,0%)   | 854 (13,4%)   |
| Укупно            | 5.082         | 6.363         |